# The Tiger Woman (film 1917)
The Tiger Woman (o Behind the Throne) è un film muto del 1917 diretto da George Bellamy e J. Gordon Edwards.

## Trama
La principessa Petrovitch accetta di tradire per denaro il marito che viene mandato in Siberia, verso una morte certa. Lei, invece, fugge a Montecarlo con l'amante; ma, quando questi perde tutto ai tavoli da gioco, la principessa lo avvelena. Sulla nave che la porta verso gli Stati Uniti, la donna seduce il giovane Edwin Harris che per lei spende tutta la sua fortuna. Tanto che, per mantenere l'alto tenore di vita della principessa, viene spinto a commettere una rapina che provoca la morte di suo padre. La donna vuole sedurre anche Mark, il fratello maggiore di Edwin, ma la sua carriera finisce quando una delle sue vittime le si ribella, piantandole un pugnale nel cuore.

## Produzione
Il film - che venne girato nel New Jersey - fu prodotto dalla Fox Film Corporation.

## Distribuzione
Distribuito dalla Fox Film Corporation, il film uscì nelle sale cinematografiche USA il 18 febbraio 1917.
Non si conoscono copie ancora esistenti della pellicola che viene considerata presumibilmente perduta.